# Wiesiołów (województwo wielkopolskie)
Wiesiołów – wieś w Polsce położona w województwie wielkopolskim, w powiecie kolskim, w gminie Dąbie.
Wieś szlachecka Wiesiołowo położona była w drugiej połowie XVI wieku w powiecie łęczyckim województwa łęczyckiego. Do 1954 roku Wiesiołów był siedzibą władz gminy Karszew. W latach 1975–1998 miejscowość należała administracyjnie do województwa konińskiego.